# Враћене територије
Враћене територије или враћене земље (пољ. Ziemie Odzyskane), такође познато и као Западна граница (пољ. Kresy Zachodnie), а раније као западне и северне територије (пољ. Ziemie Zachodnie i Północne), Постулиране територије (пољ. Ziemie Postulowane) и територије повратка (пољ. Ziemie Powracające), су некадашње источне територије Немачке и Слободни град Данциг који је постао део Пољске после Другог светског рата, када је већина њихових немачких становника била присилно депортована.
Образложење за израз „враћено“ било је да су ове територије чиниле део пољске државе и да их је Пољска изгубила у различитим периодима током векова. Такође се односило на концепт Пјаста да су ове територије биле део традиционалне пољске домовине под династијом Пјаста (њихових малих делова под Пољском је било и након завршетка Пјаста), након успостављања државе у средњем веку. Током векова, међутим, они су постали претежно немачки говорни језик кроз процес немачког насељавања на исток (Ostsiedlung), политичка експанзија (Drang nach Osten), као и језичка промена услед германизације локалног пољског, словенског и балтичког пруског становништва. Осим одређених региона као што су Западна Горња Шлезија, Вармија и Мазурија, од 1945. године већина ових територија није садржала бројна значајније заједнице говорника пољског језика.
Већина ових области је било дуго под пољском владавином, која је трајала стотинама година, а неке су контролисале пољске војводе и краљеви у кратким периодима до неколико деценија. Различити региони, када нису били под пољском влашћу, били су у различитим временима под влашћу Краљевине Бохемије, Мађарске, Аустрије, Шведске, Данске, Бранденбурга, Пруске и Немачког Рајха. Многе области су такође биле део разних војводстава под пољском управом, насталих као резултат распарчавања Пољске, која је почела у 12. веку.
Велика већина ранијих становника је или побегла са територија током каснијих фаза рата или су их протерале совјетске и пољске комунистичке власти након завршетка рата, иако је на неким местима остала мала немачка мањина. Територије су поново насељене Пољацима који су се доселили из централне Пољске, Пољацима примораним да напусте подручја бивше источне Пољске која је била припојена Совјетском Савезу, Пољаци ослобођени принудног рада у нацистичкој Немачкој, а Украјинци присилно пресељени у оквиру „операције Висла“, и друге мањине које су се населиле у послератној Пољској, укључујући Грке и Македонце.
Обновљене територије су са почетка имале проблеме са озбиљним недостатком становништва. Комунистичке власти које је поставио Совјетски Савез које су спровеле пресељење такође су уложиле напоре да уклоне трагове и наслеђе немачке културе, као што су називи места и историјски натписи на зградама.
Послератну границу између Немачке и Пољске (линија Одер-Нејсе) признала је Источна Немачка 1950. и Западна Немачка 1970. године, а потврђена је поново у немачко-пољском граничном уговору 1990. године.